# 이감 (전한)
이감(李敢, ? ~ 기원전 117년)은 전한 중기의 관료로, 농서군 성기현(成紀縣) 사람이다. 전장군 이광의 아들이다.

## 생애
원수 2년(기원전 121년), 이광은 흉노 정벌에 나섰다. 이때 흉노의 좌현왕의 군세가 이광을 포위하였는데, 이감은 이광의 명령으로 기병 수십 명을 이끌고 적진을 돌파하고 돌아와서는 적들은 별 것 아니라고 말하며 병사들을 안심시켰다.
이광이 죽은 후, 이감은 뒤를 이어 낭중령이 되었다. 이광이 죽었을 때 이감은 곽거병에게 종군하여 공을 세웠는데, 이광이 죽은 것이 대장군 위청 때문이라고 생각하여 그를 때렸다. 위청은 이 사실을 숨겼으나, 곽거병이 알아차리고는 이감을 쏘아 죽였다. 곽거병을 총애한 무제는 이감이 사슴뿔에 받혀 죽었다고 공표하고 사건을 덮었다.

## 출전
- 사마천, 《사기》 권109 이장군열전
- 반고, 《한서》 권19하 백관공경표 下

| 전임 이광 | 전한의 낭중령 기원전 118년 ~ 기원전 117년 | 후임 서자위 |